# Tuberculobasis costalimai
Tuberculobasis costalimai – gatunek ważki z rodziny łątkowatych (Coenagrionidae).